# Nantenin
Nantenin je alkaloid nađen u biljci Nandina domestica kao i u nekim Corydalis vrstama. On je antagonist α1 adrenergičkog receptroa i  serotoninskog receptora, i blokira bihevioralne i fiziološke efekte MDMA kod životinja.